# 第一次广州之战
第一次广州之战，发生于道光二十一年（1841年）3月，是第一次鸦片战争期间清军与英国东方远征军在广州一带发生的战事。在这场战斗中清军将领杨芳因指挥清军使用马桶对抗英军舰炮，被时人所嘲讽。

## 背景
第一次鸦片战争爆发后，道光皇帝派琦善为钦差大臣到广东主持同英军的谈判事宜，1840年12月，琦善与义律在广东开始谈判。1841年1月7日，英军因不满谈判的进展，出动海陆军攻占虎门的第一重门户--沙角、大角炮台，发起攻击。道光帝闻讯下令对英宣战，派侍卫内大臣奕山为靖逆将军，户部尚书隆文、湖南提督杨芳为参赞大臣，赴广东主持军务，并从各省调兵万余人赴粤，准备对英作战。

## 戰鬥序列

### 英國
- 先驅號護衛艦（英语：HMS Herald (1822)）
- 莫德斯特號護衛艦（英语：HMS Modeste (1837)）
- 風信子號全帆裝船（英语：HMS Hyacinth (1829)）
- 阿爾吉利亞號雙桅炮艇（英语：HMS Algerine）
- 椋鳥號雙桅縱帆船（英语：HMS Starling (1829)）
- 赫柏號（Hebe）雙桅縱帆船
- 路易莎號雙桅快速帆船
- 馬達加斯加號木殼明輪炮艇（英语：PS Madagascar (1838 ship)）
- 復仇女神號鐵殼明輪炮艇

## 过程
英方在获悉清廷向广东调兵遣将和对英宣战的消息后，便先发制人。于1841年2月26日出动海陆军，抢先攻破虎门横档一线各炮台和大虎山炮台，溯珠江直逼至广州城下，占据有利态势。道光闻报大怒，下令将琦善革职拿办，主帅奕山未抵达前，由参赞大臣杨芳暂领广州军务。
3月5日，参赞大臣杨芳一行抵达广州后开始布置防务，此前江西赣南镇总兵长春所率二千兵已先行抵达广州。杨芳将九百湘兵布防于珠江两岸，令总兵段永福率兵一千屯驻东胜寺，扼守珠江前航道；总兵长春亦率一千人扼守凤凰岗，控制珠江后航道。前、后航道已沉船下石、横排木筏，使英军舰无法前进。

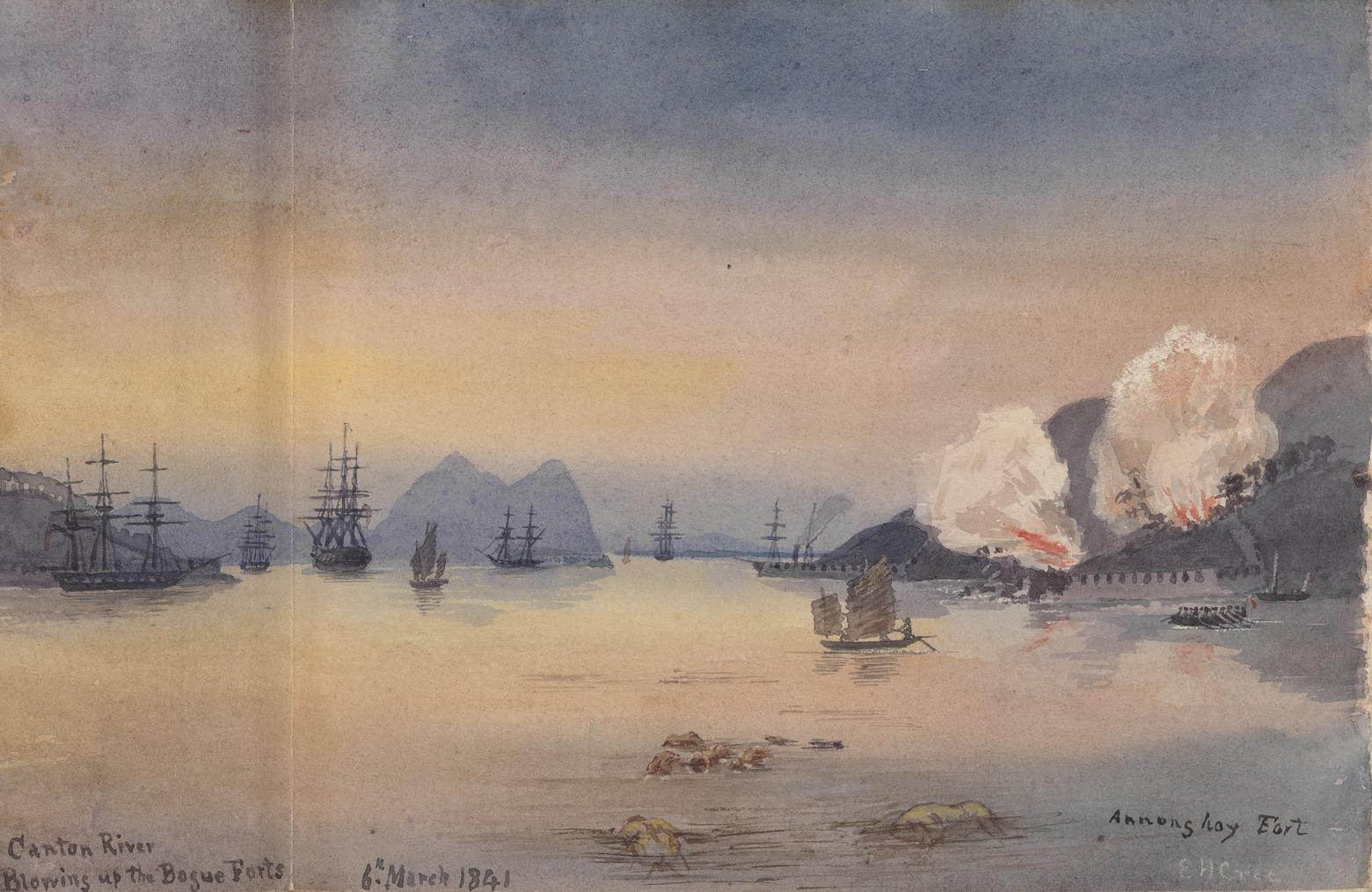
英軍砲轟威遠炮台

次日，英军攻占二沙尾的中流砥柱炮台，舰泊于二沙尾、大黄滘附近水面，炮击岸上清军。在双方炮击过程中，杨芳发现英军夷炮威力和命中率都强于清军火炮，认为英军有“邪术”，为“以邪压邪”，乃令地方收集马桶作“压胜具”；又令制作草人置于木筏上，驶向英舰，以装满桐油、稻草、棉絮的木排后继，欲乘退潮时火烧英舰。
3月13日，英军沿江进攻。英军舰发现了清军在沿江木筏上堆放的马桶，举筒镜测一段时间后，驶近，而守军望见英军旗帜后便纷纷逃跑，筏上无一人。英军遂长驱直进，攻占大黄滘岗上的绥定炮台。15日，英舰抵达凤凰岗炮击守军，后被击退。
17日，英军再次集中舰只7艘、汽船3艘及舢板数十只，在舰炮掩护下发动进攻，闯开拦河障碍，分三路进击凤凰岗炮台，得手后，进逼广州城外。随后，又相继占领沿江护城的西炮台、西固炮台、海珠炮台与东炮台，当日清军损失大炮一百二十三门，二百多名官兵阵亡，而英军无人死亡，六人受伤。次日，义律托行商伍绍荣调停通商，杨芳不顾清朝贸易禁令，当即同意照常贸易。

## 结局
由于春季是广州进行中外贸易的旺季，当时各国商船停泊在珠江口外，亟欲通商开市；同时英方在当地兵力不足，迫切需要增加军力。杨芳则因奕山、隆文尚和各省所调军队尚未抵达，因此战事一时无法扩大。20日，杨芳派余保纯与义律在英船上达成休战贸易协定后，英舰于21日陆续退出广州，双方冲突暂告一段落。